# XQc
Félix Lengyel (pronúncia em francês: [feliks lɑ̃ʒɛl]; Laval, 12 de novembro de 1995), mais conhecido como xQc ou xQcOW, é um streamer da Twitch e ex-jogador profissional de Overwatch canadense.
Lengyel começou sua carreira no esports em 2016, enquanto também fazia transmissões ao vivo regularmente. Mais notavelmente, ele jogou pelo Dallas Fuel na temporada inaugural da Overwatch League em 2018, antes de ser dispensado no meio da temporada devido a repetidas controvérsias e suspensões, bem como para a equipe do Canadá na Copa do Mundo de Overwatch de 2017 a 2019.
Depois de deixar o Overwatch competitivo, Lengyel se concentrou em uma carreira de streaming em tempo integral na Twitch, enquanto era criador de conteúdo para organizações como Sentinels e Luminosity Gaming. Embora tenha sido temporariamente banido várias vezes da plataforma, foi o streamer mais assistido da Twitch em 2020 e 2021.

## Prêmios e indicações
| Ano  | Cerimônia                  | Categoria                 | Resultado | Ref.          |
| ---- | -------------------------- | ------------------------- | --------- | ------------- |
| 2017 | Copa do Mundo de Overwatch | Jogador Mais Valioso      | Venceu    | [ 2 ]         |
| 2018 | Esports Awards             | Streamer do Ano           | Indicado  | [ 3 ]         |
| 2020 | Canadian Game Awards       | Melhor Streamer           | Indicado  | [ 4 ] [ 5 ]   |
| 2020 | Esports Awards             | Streamer do Ano           | Indicado  | [ 6 ]         |
| 2021 | Esports Awards             | Streamer do Ano           | Indicado  | [ 7 ]         |
| 2022 | The Streamer Awards        | Melhor Streamer de GTA RP | Indicado  | [ 8 ]         |
| 2022 | The Streamer Awards        | Streamer do Ano           | Indicado  | [ 8 ]         |
| 2022 | Canadian Game Awards       | Melhor Streamer           | Indicado  | [ 9 ]         |
| 2022 | Streamy Awards             | Streamer do Ano           | Indicado  | [ 10 ] [ 11 ] |
| 2022 | Streamy Awards             | Just Chatting             | Venceu    | [ 10 ] [ 11 ] |